# Lekkoatletyka na Letnich Igrzyskach Paraolimpijskich 2012 – 400 metrów T36 mężczyzn
W biegu na 400 metrów kl. T36 mężczyzn podczas Letnich Igrzysk Paraolimpijskich 2012 rywalizowało ze sobą 8 zawodników. W konkursie udział wzięli sportowcy z porażeniem mózgowym, u których występują mimowolne ruchy we wszystkich kończynach.

## Wyniki

### Finał
| Poz. | Zawodnik                       | Narodowość      | Rezultat | Uwagi |
| ---- | ------------------------------ | --------------- | -------- | ----- |
| 1    | Jewgienij Szwiecow             | Rosja           | 53,31    | WR    |
| 2    | Paul Blake                     | Wielka Brytania | 54,22    |       |
| 3    | Roman Pawlyk                   | Ukraina         | 55,18    |       |
| 4    | Che Mian                       | Chiny           | 55,99    |       |
| 5    | Andriej Żirnow                 | Rosja           | 57,53    |       |
| 6    | Artem Arefjew                  | Rosja           | 59,70    |       |
| 7    | Jose Manuel Gonzalez           | Hiszpania       | 1:01,51  |       |
| 8    | Gabriel De Jesus Cuadra Holman | Nikaragua       | 1:02,88  |       |